# Bruneck
Bruneck (wł. Brunico) – miejscowość i gmina we Włoszech, w regionie Trydent-Górna Adyga, w prowincji Bolzano.
Liczba mieszkańców gminy wynosiła 15 370 (dane z roku 2009). Język niemiecki jest językiem ojczystym dla 83,14%, włoski dla 14,91%, a ladyński dla 1,95% mieszkańców (2011).
W mieście działa klub hokeja na lodzie HC Pustertal–Val Pusteria.

## Atrakcje turystyczne
W mieście zachowała się średniowieczna starówka – do najciekawszych miejsc należy ulica Stadtgasse otoczona pięknymi XV i XVI wiecznymi kamienicami.

## Urodzeni w Brunecku
- Karin Knapp - tenisistka
- Dorothea Wierer - biathlonistka

## Współpraca
Miejscowości partnerskie:
- Brignoles, Francja
- Groß-Gerau, Niemcy
- Szamotuły, Polska
- Tielt, Belgia